# Euippodes euprepes
Euippodes euprepes är en fjärilsart som beskrevs av George Francis Hampson 1926. Euippodes euprepes ingår i släktet Euippodes och familjen nattflyn. Inga underarter finns listade i Catalogue of Life.